# U-Bahnhof Garibaldi (Neapel)
Der Bahnhof Garibaldi ist ein unterirdischer Bahnhof der U-Bahn Neapel, auf der Linie 1.
Er befindet sich unter dem piazza Garibaldi, dem Bahnhofsvorplatz Neapels. Hier bestehen Umsteigemöglichkeiten zum Hauptbahnhof (Napoli Centrale) sowie mit den Vorortbahnhöfen Piazza Garibaldi der Linie 2 und Garibaldi der Circumvesuviana; außerdem halten auf dem Platz zahlreiche Straßenbahn-, Obus- und Buslinien.
Der U-Bahnhof Garibaldi gehört zu den sogenannten Stazioni dell’arte („Kunstbahnhöfen“), also zu einer Gruppe von besonders prächtig ausgestatteten Bahnhöfen.

## Geschichte
Der Bahnhof Garibaldi wurde am 31. Dezember 2013 in Betrieb genommen. Am 1. April 2025 wurde die Strecke zur neuen Endstation Centro Direzionale eröffnet.

## Anbindung
| Linie   | Verlauf |
| ------- | --- |
| Linie 1 | Piscinola – Chiaiano – Frullone – Colli Aminei – Policlinico – Rione Alto – Montedonzelli – Medaglie d’Oro – Vanvitelli – Quattro Giornate – Salvator Rosa – Materdei – Museo – Dante – Toledo – Municipio – Università – Duomo – Garibaldi – Centro Direzionale |